# Onthophagus violetae
Onthophagus violetae là một loài bọ cánh cứng trong họ Bọ hung (Scarabaeidae).